# Campeonato Europeo de Biatlón de 2005
El XII Campeonato Europeo de Biatlón se celebró en Novosibirsk (Rusia) entre el 14 y el 19 de febrero de 2005 bajo la organización de la Unión Internacional de Biatlón (IBU).

## Resultados

### Masculino
| Evento                      | Oro                                                                                           | Plata                                                                                                 | Bronce                                                                                      |
| --------------------------- | --------------------------------------------------------------------------------------------- | --- | ------------------------------------------------------------------------------------------- |
| 10 km velocidad (16.02)     | Alexei Aidarov · Bielorrusia · 27:46,5                                                        | Andri Deryzemlia · Ucrania · 27:52,4                                                                  | Alexei Boltenko · Rusia · 27:52,7                                                           |
| 20 km individual (20.02)    | Carsten Pump · Alemania · 55:16,1                                                             | Pavol Hurajt · Eslovaquia · 56:21,7                                                                   | Pavel Rostovtsev · Rusia · 56:35,9                                                          |
| 12,5 km persecución (18.02) | Andri Deryzemlia · Ucrania · 36:55,8                                                          | Carsten Pump · Alemania · 37:28,6                                                                     | Alexei Boltenko · Rusia · 38:02,8                                                           |
| Relevos 4 × 7,5 km (19.02)  | Rusia · Alexei Boltenko · Serguei Balandin · Pavel Rostovtsev · Dmitri Yaroshenko · 1:27:06,1 | Ucrania · Viacheslav Derkach · Andri Deryzemlia · Olexi Korobeinikov · Olexandr Bilanenko · 1:27:11,6 | Alemania · Hansjörg Reuter · Carsten Pump · Carsten Heymann · Jörn Wollschläger · 1:29:39,6 |

### Femenino
| Evento                    | Oro                                                                                          | Plata                                                                                    | Bronce                                                                                               |
| ------------------------- | -------------------------------------------------------------------------------------------- | ---------------------------------------------------------------------------------------- | --- |
| 7,5 km velocidad (16.02)  | Svetlana Chernousova · Rusia · 23:43,8                                                       | Svetlana Ishmuratova · Rusia · 24:27,0                                                   | Anna Bogali · Rusia · 24:28,9                                                                        |
| 15 km individual (20.02)  | Svetlana Ishmuratova · Rusia · 45:23,3                                                       | Sabrina Buchholz · Alemania · 45:34,3                                                    | Anna Bogali · Rusia · 45:49,7                                                                        |
| 10 km persecución (18.02) | Oxana Jvostenko · Ucrania · 36:36,7                                                          | Irina Malguina · Rusia · 37:30,3                                                         | Anna Bogali · Rusia · 37:36,9                                                                        |
| Relevos 4 × 6 km (19.02)  | Rusia · Irina Malguina · Yelena Jrustaliova · Svetlana Ishmuratova · Anna Bogali · 1:27:21,8 | Ucrania · Oxana Jvostenko · Nina Lemesh · Irina Tananaiko · Oxana Yakovlieva · 1:29:14,6 | República Checa · Lenka Faltusová · Magda Rezlerová · Irena Česneková · Zdeňka Vejnarová · 1:32:12,6 |

## Medallero
| Núm. | País            | Oro | Plata | Bronce | Total |
| ---- | --------------- | --- | ----- | ------ | ----- |
| 1    | Rusia           | 4   | 2     | 6      | 12    |
| 2    | Ucrania         | 2   | 3     | 0      | 5     |
| 3    | Alemania        | 1   | 2     | 1      | 4     |
| 4    | Bielorrusia     | 1   | 0     | 0      | 1     |
| 5    | Eslovaquia      | 0   | 1     | 0      | 1     |
| 6    | República Checa | 0   | 0     | 1      | 1     |
|      | TOTAL           | 8   | 8     | 8      | 24    |